# 赛义德·古利耶夫
赛义德·古利耶夫（1997年7月19日—）是一名阿塞拜疆男子跆拳道运动员。2014年，古利耶夫出战南京青奥，在男子73公斤级项目上收获金牌。2015年6月，他在欧洲运动会开幕式上参与圣火点燃环节。同年10月，他在世界军人运动会上收获男子74公斤级银牌。2017年8月，古利耶夫参加了台湾台北进行的夏季世界大学生运动会，结果在男子74公斤级项目上摘得铜牌。